# FC Samtredia
FC Samtredia (georgisch საფეხბურთო კლუბი სამტრედია Sapekhburto Klubi Samtredia) ist ein georgischer Fußballverein aus Samtredia.

## Geschichte
Der Verein wurde 1936 als Sanavardo Samtredia gegründet. Er war Gründungsmitglied der 1. Liga 1990. Zwischenzeitlich war der Klub dreimal aus der 1. Liga abgestiegen. In der Saison 2013/14 wurde der Verein Erster der 2. Liga und stieg wieder in die 1. Liga auf. In der verkürzten Übergangssaison 2016 feierte Samtredia mit einem Sieg im Meisterplayoff über Tschichura Satschchere den ersten Titelgewinn der Vereinsgeschichte.

## Erfolge
- 1. Liga
  - Meister – 2016
  - 2. Platz – 1995
- Georgischer Supercup
  - Sieger – 2017
- 2. Liga
  - Meister – 2009, 2014
  - Vizemeister – 1998

## Namensänderungen
- 1936 – Sanavardo Samtredia
- 1991 – SK Samtredia
- 1992 – SK Lokomotiv Samtredia
- 1993 – SK Samtredia
- 1997 – SK Dżuba Samtredia
- 1998 – SK Iberia Samtredia
- 2001 – SK Lokomotiv Samtredia
- 2002 – SK Samtredia
- 2004 – SK Lokomotiv Samtredia
- 2006 – SK Samtredia

## Europapokalbilanz
| Saison  | Wettbewerb            | Runde                  | Gegner           | Gesamt | Hin     | Rück    |
| ------- | --------------------- | ---------------------- | ---------------- | ------ | ------- | ------- |
| 1995/96 | UEFA-Pokal            | 1. Runde               | Vardar Skopje    | 0:3    | 0:1 (A) | 0:2 (H) |
| 2016/17 | UEFA Europa League    | 1. Qualifikationsrunde | FK Qəbələ        | 3:6    | 1:5 (A) | 2:1 (H) |
| 2017/18 | UEFA Champions League | 2. Qualifikationsrunde | FK Qarabağ Ağdam | 0:6    | 0:5 (A) | 0:1 (H) |
| 2018/19 | UEFA Europa League    | 1. Qualifikationsrunde | Tobyl Qostanai   | 0:3    | 0:1 (H) | 0:2 (A) |

Gesamtbilanz: 8 Spiele, 1 Sieg, 7 Niederlagen, 3:18 Tore (Tordifferenz −15)